# Hjärtat fullt
Hjärtat fullt är ett studioalbum av Idde Schultz & Anna Stadling. Det utgavs 2008.

## Låtlista
1. Chaufför (Senor) (Bob Dylan, Christer Sunesson)
2. En plats i solen (Ulf Stureson)
3. Där dimma döljer dag (Dimming of the Day) (Richard Thompson, Ola Magnell)
4. Vind i seglen (Ulf Stureson)
5. Fyra dörrar till min syster (Staffan Hellstrand)
6. Jordeliv (Ulf Stureson)
7. Tokyo line (Anders F. Rönnblom)
8. Huvet fullt (Ulf Stureson)
9. Genom glas (Josef Zachrisson, Ulf Robertsson)
10. Ditt mörka hår (Ulf Sturesson)
11. Allt det du drömde om (Anna Stadling, Idde Schultz, Kajsa Grytt)
12. För dig för mig (Anders F. Rönnblom)

## Medverkande
- Anna Stadling – sång, gitarr, producent
- Idde Schultz – sång, piano, producent
- Pecka Hammarstedt – gitarr, piano, orgel, trummor, slagverk, horn, producent
- Josef Zachrisson – bas, gitarr, piano
- Mathias Blomdahl – gitarr

## Listplaceringar
| Lista (2008) | Topplacering |
| ------------ | ------------ |
| Sverige      | 32           |

### Fotnoter
1. ↑  ”Hjärtat fullt”. Svensk mediedatabas. 18 mars 2008. http://smdb.kb.se/catalog/id/002204086. Läst 26 juli 2014.
2. ↑  ”Hjärtat fullt”. Swedishcharts. http://www.swedishcharts.com/showitem.asp?interpret=Anna+Stadling+%26+Idde+Schultz&titel=Hj%E4rtat+Fullt&cat=a. Läst 26 juli 2014.